# Вила Постињано (Перуђа)
Вила Постињано је насеље у Италији у округу Перуђа, региону Умбрија.
Према процени из 2011. у насељу је живело 114 становника. Насеље се налази на надморској висини од 492 м.